# Talmeca lunulata
Talmeca lunulata är en fjärilsart som beskrevs av Paul Dognin 1911. Talmeca lunulata ingår i släktet Talmeca och familjen tandspinnare. Inga underarter finns listade i Catalogue of Life.